# Motherland (Natalie Merchant)
Motherland è il terzo album in studio della cantautrice statunitense Natalie Merchant, pubblicato nel 2001 per la Elektra Records e coprodotto con il cantautore T-Bone Burnett. L'album ha raggiunto la 30ª posizione nella classifica di Billboard.
Alla realizzazione dell'album hanno partecipato circa 60 musicisti tra cui Van Dyke Parks, Mavis Staples, Greg Leisz. Le atmosfere dell'album ricordano da un lato quelle dei 10,000 Maniacs e dell'altro le tradizioni folk.
L'album è dedicato alle vittime dell'attacco terroristico dell'11 settembre anche se non è stato influenzato da esso, le registrazioni sono terminate solo qualche giorno prima del tragico evento. La copertina originale che prevedeva una foto con dei bambini che indossavano delle maschere antigas fu cambiata con un'altra più rassicurante dove la cantante era seduta sotto un albero da frutta.

## Tracce
Tutti i brani sono scritti da Natalie Merchant tranne il testo in spagnolo di Daniel de la Calle nel brano The Worst Thing.
1. This House Is on Fire – 4:42
2. Motherland– 4:44
3. Saint Judas– 5:44
4. Put the Law on You– 5:01
5. Build a Levee– 4:46
6. Golden Boy– 4:10
7. Henry Darger– 4:24
8. The Worst Thing– 5:46
9. Tell Yourself– 5:14
10. Just Can't Last– 4:31
11. Not in This Life– 5:22
12. I'm Not Gonna Beg– 3:40